# Gian lận thẻ tín dụng
Gian lận thẻ tín dụng là hình thức gian lận sử dụng công nghệ cao để đánh cắp thông tin thẻ tín dụng (Visa, MasterCad, ATM...) của người sử dụng thuộc về lĩnh vực tài chính, ngân hàng.

## Các hình thức gian lận
- Bị thanh toán hay quẹt thẻ tại một cửa hàng nào đó khi mua hàng trong trường hợp bạn bị trộm thẻ
- Sử dụng công nghệ cao qua mạng Internet đánh cắp thông tin thẻ tín dụng của người dùng
- Bị rút trộm tiền mặt qua máy ATM
- Làm giả thẻ Visa, MasterCad

## Phòng tránh
Người dùng không để lộ thông tin thẻ, tiết lộ mật khẩu, cho người khác mượn thẻ ngân hàng. Khoảng một vài tháng thực hiện đổi mật khẩu một lần. Để tránh rủi ro bị người khác nhìn thấy thông tin thẻ, đặc biệt là mã CVV (3 số cuối ở mặt sau thẻ), nên chủ động ghi nhớ rồi dùng giấy dán lên
Khi rút tiền tại máy ATM, người dùng chú ý quan sát khu vực đặt máy, khe đọc thẻ, khu vực bàn phím trước khi giao dịch. Nếu cảm thấy ATM có các thiết bị lạ hay khác so với thông thường, thiếu an toàn, không nên thực hiện giao dịch, chuyển đến địa điểm khác. Khi nhập mã PIN nên che bàn phím
Chủ thẻ nên sử dụng phần mềm chống virus trên máy tính và điện thoại, không trả lời email lạ hay bấm vào đường link không rõ ràng, yêu cầu nhập các thông tin cá nhân, thông tin thẻ. Nên gõ địa chỉ của ngân hàng điện tử trực tuyến vào trình duyệt khi giao dịch trực tuyến. Chỉ mua sắm, thanh toán trực tuyến tại các website uy tín, chính thức của ngân hàng và các đơn vị bán hàng online đáng tin cậy có giao thức bảo mật Https. Trong bất kỳ trường hợp nào, chủ thẻ tuyệt đối không cung cấp các thông tin bảo mật qua các mạng xã hội
Giao dịch qua mạng có độ rủi ro cao nên đăng ký kích hoạt dịch vụ khi có nhu cầu thật sự. Ưu tiên sử dụng máy tính của cá nhân để thực hiện giao dịch và chỉ thực hiện tại các website có uy tín, an toàn, đọc kỹ các điều kiện, điều khoản. Trường hợp phát hiện thẻ bị mất cắp thất lạc hoặc có nghi ngờ bị lợi dụng, chủ thẻ có thể chủ động gọi tới tổng đài chăm sóc khách hàng của ngân hàng phát hành để yêu cầu khóa kịp thời.